# Lijst van rijksmonumenten in Schweiberg
De plaats Schweiberg telt 13 inschrijvingen in het rijksmonumentenregister. Hieronder een overzicht.
| Object | Oorspronkelijke functie? | Bouwjaar                          | Architect | Locatie             | Coördinaten?                  | Nr.?  | Afbeelding                                                                             |
| --- | ------------------------ | --------------------------------- | --------- | ------------------- | ----------------------------- | ----- | -------------------------------------------------------------------------------------- |
| Hoeve van vakwerk, baksteen en breuksteen                                                                                             | Boerderij                | 18e-19e eeuw                      |           | Schweibergerweg 1A  | 50° 47' 17" NB, 5° 54' 53" OL | 39253 | Meer afbeeldingen                                                                      |
| Hoeve van vakwerk, baksteen en breuksteen. Schuur van vakwerk en gedeeltelijk baksteen                                                | Boerderij                | 18e-19e eeuw                      |           | Schweibergerweg 3   | 50° 47' 17" NB, 5° 54' 52" OL | 39254 | Hoeve van vakwerk, baksteen en breuksteen. Schuur van vakwerk en gedeeltelijk baksteen |
| Hoeve van vakwerk en baksteen | Boerderij                | 18e-19e eeuw                      |           | Schweibergerweg 13B | 50° 47' 13" NB, 5° 54' 42" OL | 39255 | Meer afbeeldingen                                                                      |
| Hoeve van baksteen en vakwerk. Witgeverfd. Grote schuur van vakwerk en breuksteen met hoekoverschuiving                               | Boerderij                | 18e-19e eeuw                      |           | Schweibergerweg 15A | 50° 47' 13" NB, 5° 54' 41" OL | 39256 | Meer afbeeldingen                                                                      |
| Hoeve Doorn; twee losse gebouwen met tussen beiden een kleine stal en daarachter grote schuur, alles van vakwerk; Voordeur met kepers | Boerderij                | 18e eeuw                          |           | Schweibergerweg 17  | 50° 47' 12" NB, 5° 54' 39" OL | 39257 | Meer afbeeldingen                                                                      |
| Vakwerkhuis, met bedstede-uitbouw | Boerderij                | 18e eeuw                          |           | Schweibergerweg 25  | 50° 47' 9" NB, 5° 54' 32" OL  | 39258 | Meer afbeeldingen                                                                      |
| Vakwerkhuis met geschoord dakoverstek                                                                                                 | Boerderij                | 18e eeuw                          |           | Schweibergerweg 29  | 50° 47' 9" NB, 5° 54' 32" OL  | 39259 | Vakwerkhuis met geschoord dakoverstek                                                  |
| Vakwerkcomplex | Boerderij                | 18e eeuw                          |           | Schweibergerweg 31  | 50° 47' 9" NB, 5° 54' 31" OL  | 39260 | Meer afbeeldingen                                                                      |
| U-vormige vakwerkhoeve | Boerderij                | 17e-18e-19e eeuw                  |           | Schweibergerweg 35  | 50° 47' 9" NB, 5° 54' 29" OL  | 39261 | Meer afbeeldingen                                                                      |
| Hoeve en schuren van baksteen, vakwerk en breuksteen                                                                                  | Boerderij                | 18e eeuw                          |           | Schweibergerweg 6   | 50° 47' 16" NB, 5° 54' 47" OL | 39262 | Meer afbeeldingen                                                                      |
| Hoeve van vakwerk en baksteen met bakhuisje                                                                                           | Boerderij                | 18e eeuw (hoeve) 1745 (bakhuisje) |           | Schweibergerweg 8   | 50° 47' 15" NB, 5° 54' 45" OL | 39263 | Hoeve van vakwerk en baksteen met bakhuisje                                            |
| Haakvormige vakwerkhoeve met breukstenen plint                                                                                        | Boerderij                | 18e eeuw                          |           | Schweibergerweg 12  | 50° 47' 14" NB, 5° 54' 42" OL | 39264 | Meer afbeeldingen                                                                      |
| Vakwerkhoeve met binnenplaats. Aan de achterzijde een uitgebouwd drooghok voor kaas                                                   | Boerderij                | 18e eeuw                          |           | Schweibergerweg 44  | 50° 47' 9" NB, 5° 54' 23" OL  | 39265 | Meer afbeeldingen                                                                      |